# Чемпіонат Європи з футболу 1984 (склади команд)/Югославія

## Складзбірної ЮгославіїнаЧемпіонаті Європи 1984року
| №               | Гравець            | Клуб (у 1984)     | Дата народження   | Вік      | Ігор                        | Голів                       |                             |
| Воротарі        | Воротарі           | Воротарі          | Воротарі          | Воротарі | Воротарі                    | Воротарі                    | Воротарі                    |
| --------------- | ------------------ | ----------------- | ----------------- | -------- | --------------------------- | --------------------------- | --------------------------- |
| 1               | Зоран Симович      | Гайдук (Спліт)    | 2 листопада 1954  | 29       |                             |                             |                             |
| 12              | Томислав Івкович   | Црвена Звезда     | 11 серпня 1960    | 23       |                             |                             |                             |
| Нападники       |                    |                   |                   |          |                             |                             |                             |
| 11              | Златко Вуйович     | Гайдук (Спліт)    | 26 серпня 1958    | 25       |                             |                             |                             |
| 17              | Йосип Чоп          | Гайдук (Спліт)    | 14 жовтня 1954    | 29       |                             |                             |                             |
| 18              | Степан Деверич     | Динамо (Загреб)   | 20 серпня 1961    | 22       |                             |                             |                             |
| 19              | Сулейман Халилович | Динамо (Вінковци) | 14 листопада 1955 | 28       |                             |                             |                             |
| Півзахисники    |                    |                   |                   |          |                             |                             |                             |
| 7               | Милош Шестич       | Црвена Звезда     | 8 серпня 1956     | 27       |                             |                             |                             |
| 8               | Іван Гудель        | Гайдук (Спліт)    | 21 вересня 1960   | 23       |                             |                             |                             |
| 9               | Сафет Сушич        | Парі Сен-Жермен   | 13 квітня 1955    | 29       |                             |                             |                             |
| 10              | Мехмед Баждаревич  | Желєзнічар        | 20 вересня 1960   | 23       |                             |                             |                             |
| 16              | Драган Стойкович   | Радніцкі (Ніш)    | 3 березня 1965    | 19       |                             |                             |                             |
| 20              | Борислав Цветкович | Динамо (Загреб)   | 30 вересня 1962   | 21       |                             |                             |                             |
| Захисники       |                    |                   |                   |          |                             |                             |                             |
| 2               | Ненад Стойкович    | Партизан          | 26 травня 1956    | 28       |                             |                             |                             |
| 3               | Мирсад Бальїч      | Желєзнічар        | 4 березня 1962    | 22       |                             |                             |                             |
| 4               | Сречко Катанець    | Олімпія (Любляна) | 16 липня 1963     | 20       |                             |                             |                             |
| 5               | Велимир Заєць      | Динамо (Загреб)   | 12 лютого 1956    | 28       |                             |                             |                             |
| 6               | Любомир Раданович  | Партизан          | 21 липня 1960     | 23       |                             |                             |                             |
| 13              | Фарук Хаджибегич   | Сараєво           | 7 жовтня 1957     | 26       |                             |                             |                             |
| 14              | Марко Елснер       | Црвена Звезда     | 11 квітня 1960    | 24       |                             |                             |                             |
| 15              | Бранко Милюш       | Гайдук (Спліт)    | 17 серпня 1961    | 22       |                             |                             |                             |
| Головний тренер |                    |                   |                   |          |                             |                             |                             |
| Югославія       | Тодор Веселинович  |                   | 22 жовтня 1930    | 53       | Середній вік гравців: 25,14 | Середній вік гравців: 25,14 | Середній вік гравців: 25,14 |
|                 |                    |                   |                   |          |                             |                             |                             |

| Гравців національного чемпіонату: | Гравців національного чемпіонату:                             | 19   |
|                                   | Гайдук (Спліт)                                                | 5    |
|                                   | Динамо (Загреб), Црвена Звезда                                | по 3 |
|                                   | Желєзнічар, Партизан                                          | по 2 |
|                                   | Динамо (Вінковци), Олімпія (Любляна), Радніцкі (Ніш), Сараєво | по 1 |
| Легіонерів:                       | Легіонерів:                                                   | 1    |
|                                   | Франція                                                       | 1    |